# لی‌لی لدبتر
لی‌لی لدبتر (انگلیسی: Lilly Ledbetter؛ زادهٔ ۱۴ آوریل ۱۹۳۸) یک نویسنده و مدعی حقوقی اهل ایالات متحده آمریکا است که علیه شرکت گودیر تایر، بابت تبعیض در استخدام، اقامهٔ دعوی نمود. کنگره ایالات متحده آمریکا در سال ۲۰۰۹ «قانون پرداخت منصفانهٔ لی‌لی لدرتر» را که دربارهٔ پرداخت منصفانه به کارگردان است، با نام او تصویب کرد. این قانون اصلاحیه‌ای برای لایحه حقوق مدنی ۱۹۶۴ و نخستین لایحه‌ای بود که باراک اوباما در ۲۹ ژانویهٔ ۲۰۰۹ امضا نمود. پس از این واقعه، لی‌لی لدبتر به یک فعال مدنی و سخنران عمومی مبدل شد و در سال ۲۰۱۱ نامش در فهرست «تالار ملی مشاهیر زنان» قرار گرفت.